# Montecorice
Montecorice est une commune de la province de Salerne, dans la région Campanie, en Italie.

## Administration
| Période                                  | Période  | Identité     | Étiquette     | Qualité |
| ---------------------------------------- | -------- | ------------ | ------------- | ------- |
| 28 mai 2002                              | En cours | Flavio Meola | Centro-Destra |         |
| Les données manquantes sont à compléter. |          |              |               |         |

### Hameaux
Agnone Cilento, Case del Conte, Cosentini, Fornelli, Giungatelle, Ortodonico, Zoppi.

### Communes limitrophes
Castellabate, Perdifumo, San Mauro Cilento, Serramezzana.